# Migdolus spitzi
Migdolus spitzi là một loài bọ cánh cứng trong họ Cerambycidae.